# Eberhard Panitz
Eberhard Panitz (Dresde, República de Weimar, 16 de abril de 1932-Berlín, 1 de octubre de 2021) fue un escritor, guionista, lector y periodista alemán independiente que publicó obras épicas, además de guiones para cine y televisión y piezas radiofónicas, y editó dos selecciones de prosa alemana. Su producción artística se encuadra dentro del realismo socialista.

## Biografía

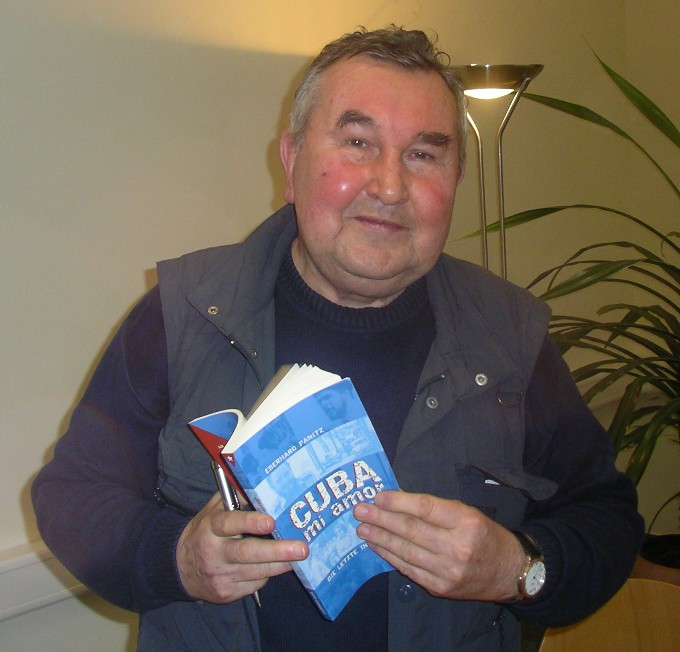
Eberhard Panitz en el año 2009.

Hijo de un revisor de tranvías y de una vendedora, después de superar el bachillerato en el gimnasio Dresdner Pestalozzi, trabajó en 1950 en una brigada juvenil en la construcción del embalse Cranzahl. Hasta 1953, estudió germanística y pedagogía en la Universidad de Leipzig. Entre 1953 y 1960, fue lector de las editoriales Neues Leben y Mitteldeutscher Verlag. En 1958, ingresó en la Deutscher Schriftstellerverband y fue miembro hasta su disolución en 1990. 
En 1960, se trasladó al barrio berlinés de Grünau, donde vivió como escritor independiente. Panitz realizó distintos viajes a estados socialistas como Vietnam, Cuba y Mongolia, así como un viaje de varios meses por los Estados Unidos.
Fue miembro del Foro Marxista del partido político Die Linke.
Mientras el aparato cultural de la RDA estuvo vigente, Panitz consiguió los premios literarios más prestigiosos, pero después de la caída del Muro de Berlín y de la desaparición de una literatura propia de la RDA dejó de recibir galardones y homenajes. Después de la reunificación publicó en pequeñas editoriales, generalmente especializadas en autores izquierdistas.

## Premios
- 1956 Jugendbuchpreis der DDR
- 1971 y 1976 Premio Heinrich Greif
- 1973 Literaturpreis des Demokratischen Frauenbunds Deutschlands
- 1976 Premio Heinrich Mann[4]
- 1977 Nationalpreis der DDR
- 1982 Goethepreis der Stadt Berlin
- 1984 Kunstpreis des FDGB
- 1985 Vaterländischer Verdienstorden de la RDA

## Obra
Su obra trata sobre la construcción de un estado socialista en la República Democrática Alemana (RDA), personajes femeninos excepcionales, espionaje y el bombardeo de Dresde. En su producción literaria se aprecia una clara tendencia antifascista.

### Libros
- Käte (1955)
- Flucht (1956)
- Verbrechen am Fluß (1957)
- In drei Teufels Namen (1958)
- Die Feuer sinken (1960)
- Die Verhaftung (1960)
- Das Mädchen Simra (1961)
- Das Gesicht einer Mutter (1962)
- Cristobal und die Insel, 5 Novellen, auch einzeln veröffentlicht (Cristobal und die Insel, Der Stierkopf, Senator Santes, Die Nacht in La Corona, Der Sprung vom Heiligen Fisch) (1963)
- Die kleine Reise (1965)
- Der siebente Sommer (1967)
- Unter den Bäumen regnet es zweimal (1969)
- Die sieben Affären der Doña Juanita (1972)
- Der Weg zum Rio Grande (1973)
- Die unheilige Sophia (1974)
- Absage an Viktoria (1975)
- Unerlaubte Entfernung (1976)
- Die Moral der Nixe (1978)
- Gesichter Vietnams (1978)
- Meines Vaters Straßenbahn (1979)
- Die verlorene Tochter (1979)
- Mein lieber Onkel Hans (1982)
- Eiszeit (1983)
- Phosphorblume (1985)
- Viktoria (1985)
- Leben für Leben (1987)
- Frau mit dunkler Brille (1989)
- Mein Chef ist ein Wessi (1992)
- Rübezahl (1992)
- Tatort Köpenick (1993)
- Das Lächeln des Herrn O. (1994)
- Ossiland ist abgebrannt (1994)
- Verhör im Café (1996)
- Comandante Che, (1997)
- Jorge Amados Einmischung (1998)
- Villa Sonnenschein und der siebzehnte Juni (1998)
- Die grüne Aue des Alten Fritz (1999)
- Himmlischer Briefwechsel über ein versunkenes Land (1999)
- Spielplatz in D. (2001)
- Frauengeschichten aus der DDR (2002)
- Cuba, mi amor (2004)
- Käthe Kollwitz und das verschwundene Bild (2005)
- Der geheime Rotbannerorden (2006)
- Die unheilige Sophia (2007)
- Dresdner Novelle 1989 (2009)
- Geheimtreff Banbury – Wie die Atombombe zu den Russen kam (2009)

### Filmografía
- 1967 Der Revolver des Corporals
- 1970 Absage an Albert Lachmuth
- 1970 Netzwerk
- 1972 Der Dritte
- 1973 Die sieben Affären der Dona Juanita
- 1974 Die unheilige Sophia
- 1977 Absage an Viktoria
- 1980 Meines Vaters Straßenbahn
- 1981 Die Heimkehr der Madonna
- 1984 Mein lieber Onkel Hans

### Piezas radiofónicas
- 1963 Senor Santes
- 1965 Der Sprung vom Heiligen Fisch
- 1965 Der Stein der Weisen
- 1977 Ich bin nicht Christus. Monolog über William L. Calley

### Edición
- Deutsche Meistererzählungen des 19. Jahrhunderts
  - 1. Johann Wolfgang Goethe, Heinrich von Kleist, Joseph von Eichendorff, Jeremias Gotthelf, Franz Grillparzer, Gottfried Keller, 1954
  - 2. Otto Ludwig, Eduard Mörike, Theodor Storm, 1954